# Річард I Левове Серце
Рі́чард I Ле́вове Се́рце (англ. Richard the Lionheart; 8 вересня 1157 — 6 квітня 1199) — король Англії (з 1189 року) з династії Плантагенетів. Сучасники називали Річарда «Так-і-Ні» — нібито за те, що він часто змінював свою думку. Правив під титулом «король англійців, герцог нормандців і аквітанців, граф Анжу». Один із найвідоміших хрестоносців, більшу частину свого правління провів за межами Англії в хрестових походах та інших війнах, прославився як видатний полководець; проте при цьому фактично країною за його відсутності почергово керували Гійом Лоншан, Алієнора Аквітанська та Губерт Волтер. Його вважають національним героєм Англії.

## Раннє життя та приєднання до Аквітанії

### Дитинство
Річард народився 8 вересня 1157 року, ймовірно, у палаці Бомонт в Оксфорді, Англія, як син короля Англії Генріха II та Елеонори Аквітанської. Він був молодшим братом Вільяма, Генріха Молодого Короля та Матильди; Вільям помер ще до народження Річарда. Як молодший син короля Генріха II, Річард не міг зійти на престол. У короля Генріха та королеви Елеонори народилося ще четверо дітей: Джеффрі, Елеонора, Жанна та Джон. Річард також мав двох зведених сестер від першого шлюбу його матері з Людовиком VII Французьким : Марію та Алікс.
Річарда часто зображують як улюбленого сина матері. Його батько був анжуйським норманом і правнуком Вільгельма Завойовника. Сучасний історик Ральф де Діцето провів родовід його родини від Матильди Шотландської до англосаксонських королів Англії та Альфреда Великого, а звідти легенда пов'язувала їх із Ноєм і Одіном. Відповідно до анжуйської сімейної традиції, в їхніх предках була навіть «пекельна кров», і вони походили від феї, або жінки-демона, Мелюзіни.
Поки його батько відвідував свої землі від Шотландії до Франції, Річард, ймовірно, провів дитинство в Англії. Його перший зареєстрований візит на європейський континент відбувся в травні 1165 року, коли мати взяла його до Нормандії. Його годувальницею була Годієрна з Сент-Олбансу, якій він дав щедру пенсію після того, як став королем.
Про освіту Річарда відомо небагато. Хоча він народився в Оксфорді і виховувався в Англії до восьмого року життя, невідомо, якою мірою він користувався або розумів англійську; він був освіченою людиною, складав вірші та писав лімузенською мовою (lenga d'òc), а також французькою. Під час свого полону англійське упередження щодо іноземців було використано в розрахований спосіб його братом Джоном, щоб допомогти знищити авторитет канцлера Річарда, Вільяма Лонгшампа, який був норманом . Одним із конкретних звинувачень, висунутих Лонгчампу прихильником Джона Г'ю Нонантома, було те, що він не міг говорити англійською. Це вказує на те, що наприкінці XII століття від тих, хто обіймав владу в Англії, очікувалося знання англійської мови.
Кажуть, що Річард був дуже привабливим; його волосся було між рудим і світлим, він був світлооким і блідим. За словами Кліффорда Брюера, його зріст був 6 футів 5 дюймів (1,96 м), хоча це неможливо перевірити, оскільки його останки були втрачені принаймні з часів Французької революції . Джон, його молодший брат, був відомий як 5 футів 5 дюймів (1,65 м). Itinerarium peregrinorum et gesta regis Ricardi , латинська проза про Третій хрестовий похід, стверджує, що: «Він був високий, елегантної статури; колір його волосся був між рудим і золотистим; його кінцівки були гнучкими та прямими. Його довгі ноги відповідали решті тіла».
Шлюбні союзи були поширеними серед середньовічної королівської сім'ї: вони призводили до політичних альянсів і мирних договорів і дозволяли сім'ям претендувати на правонаступництво на землях одна одної. У березні 1159 року було домовлено, що Річард одружиться з однією з дочок Рамона Беренгера IV, графа Барселони ; однак ці домовленості провалилися, і шлюб так і не відбувся. 2 листопада 1160 року Генріх Молодий Король одружився з Маргаретою, дочкою Людовика VII, короля Франції. Незважаючи на цей союз між Плантагенетами та Капетингами, династією на французькому престолі, два доми іноді конфліктували. У 1168 році для досягнення перемир'я між ними знадобилося заступництво папи Олександра III . Генріх II завоював Бретань і взяв під свій контроль Гізор і Вексен, які були частиною приданого Маргарити.
На початку 1160-х років висловлювалися пропозиції, щоб Річард одружився з Еліс, графинею Вексен, четвертою дочкою Людовика VII; через суперництво між королями Англії та Франції Людовик перешкоджав шлюбу. У січні 1169 року було укладено мирний договір і підтверджено заручини Річарда з Еліс. Генріх II планував розділити свої території та території Елеонори між трьома їхніми старшими синами, що вижили: Генріх мав стати королем Англії та контролювати Анжу, Мен і Нормандію; Річард успадкував би Аквітанію та Пуатьє від своєї матері; Джеффрі став герцогом Бретані через шлюб із Констанцією, спадкоємицею Конана IV. На церемонії, де було підтверджено заручини Річарда, він віддав шану королю Франції за Аквітанію, таким чином закріпивши зв'язки васалітету між ними.
Після того як Генріх II серйозно захворів у 1170 році, він прийняв свій план поділу своїх територій, хоча він зберігав загальну владу над своїми синами та їхніми територіями. Його син Генріх був коронований як спадкоємець у червні 1170 року, а в 1171 році Річард виїхав до Аквітанії з матір'ю, і Генріх II дав йому герцогство Аквітанія на прохання Елеонори. Річард і його мати вирушили в подорож по Аквітанії в 1171 році, намагаючись заспокоїти місцевих жителів. [27] Разом вони заклали перший камінь у фундамент монастиря Святого Августина в Ліможі . У червні 1172 року, у віці 14 років, Річард був офіційно визнаний герцогом Аквітанії та графом Пуату, коли йому було надано емблеми списа та прапора його офісу; церемонія відбулася в Пуатьє і була повторена в Ліможі, де він носив перстень святої Валерії, яка була уособленням Аквітанії.

### Повстання проти Генріха II
За словами Ральфа з Коггесхалла, Генріх Молодий король спровокував повстання проти Генріха II; він хотів незалежно царювати принаймні над частиною території, яку обіцяв йому батько, і позбутися своєї залежності від Генріха II, який контролював гаманці. Ходили чутки, що Елеонора могла спонукати своїх синів повстати проти батька.
Генріх Молодий Король покинув свого батька і виїхав до французького двору, шукаючи захисту Людовика VII; його брати Річард і Джеффрі незабаром пішли за ним, а п'ятирічний Джон залишився в Англії. Людовик підтримав трьох братів і навіть посвятив Річарда в лицарі, пов'язавши їх разом через васалітет. Джордан Фантосме, сучасний поет, описав повстання як «війну без любові».
Брати дали клятву при французькому дворі, що не підуть на угоди з Генріхом II без згоди Людовіка VII і французьких баронів. За підтримки Людовика Генріх Молодий Король залучив багатьох баронів до своєї справи, обіцяючи землі та гроші; одним із таких баронів був Філіп I, граф Фландрії, якому було обіцяно 1000 фунтів стерлінгів і кілька замків. У братів також були прихильники, готові повстати в Англії. Роберт де Бомонт, 3-й граф Лестер, об'єднав сили з Г'ю Бігодом, 1-м графом Норфолком, Г'ю де Кевеліоком, 5-м графом Честера, і Вільгельмом I Шотландським для повстання в Саффолку. Альянс з Людовиком спочатку був успішним, і до липня 1173 року повстанці обложили Омале, Неф -Марше та Верней, а Гуго де Кевеліок захопив Дол у Бретані. Річард відправився в Пуату і підняв баронів, які були вірні йому та його матері, на повстання проти його батька. Елеонор потрапила в полон, тож Річарду залишилося самотужки вести похід проти прихильників Генріха II в Аквітанії. Він пішов, щоб взяти Ла-Рошель, але був відкинутий жителями; він відійшов до міста Сент, яке заснував як базу для своїх операцій.
Тим часом Генріх II зібрав дуже дорогу армію з понад 20 000 найманців, щоб протистояти повстанню. Він рушив на Верней, і Людовик відступив від своїх військ. Армія повернула Дол і підкорила Бретань. У цей момент Генріх II зробив пропозицію миру своїм синам; за порадою Людовика пропозиції були відхилені. Війська Генріха II зненацька захопили Сент і захопили більшу частину його гарнізону, хоча Річард зміг втекти з невеликою групою солдатів. До кінця війни він знайшов притулок у Шато де Тейлбур. Генріх Молодий король і граф Фландрії планували висадитися в Англії, щоб допомогти повстанню під проводом графа Лестера. Передбачаючи це, Генріх II повернувся до Англії з 500 солдатами та своїми полоненими (включно з Елеонорою та дружинами і нареченими його синів), але по прибуттю виявив, що повстання вже зазнало краху. Вільгельм I Шотландський і Г'ю Бігод були захоплені 13 і 25 липня відповідно. Генріх II повернувся до Франції та зняв облогу Руана, де до Людовика VII приєднався Генріх Молодий Король після того, як він відмовився від свого плану вторгнення в Англію. Людовик зазнав поразки, і у вересні 1174 року було підписано мирну угоду, угоду Монлуї. Коли Генріх II і Людовик VII уклали перемир'я 8 вересня 1174 року, його умови конкретно виключали Річарда. Покинутий Людовиком і побоюючись зіткнутися з армією свого батька в битві, Річард 23 вересня прийшов до двору Генріха II у Пуатьє і благав прощення, плачучи та припадаючи до ніг Генріха. Через кілька днів брати Річарда приєдналися до нього в пошуках примирення зі своїм батьком. Умови, які прийняли три брати, були менш щедрими, ніж ті, які їм пропонували раніше під час конфлікту (коли Річарду було запропоновано чотири замки в Аквітанії та половину доходу від герцогства): Річард отримав контроль над двома замки в Пуату і половину прибутку Аквітанії; Генріх Молодий король отримав два замки в Нормандії; а Джефрі було надано половину Бретані. Елеонора залишалася заручницею Генріха II до його смерті, частково як гарантія хорошої поведінки Річарда.

### Останні роки правління Генріха II
Після закінчення війни почався процес умиротворення провінцій, які повстали проти Генріха II. З цією метою король відправився в Анжу, а Джеффрі впорався з Бретанню. У січні 1175 року Річард був відправлений до Аквітанії, щоб покарати баронів, які воювали за нього. Історик Джон Гіллінгем зазначає, що хроніка Роджера Хоуденського є основним джерелом діяльності Річарда в цей період. Згідно з літописом, більшість замків, що належали повстанцям, мали бути повернуті до стану, в якому вони були за 15 днів до початку війни, а інші мали бути зруйновані. З огляду на те, що на той час замки зазвичай будувалися з каменю, і що багато баронів розширили або переукріпили свої замки, це було нелегке завдання. Роджер Хауденський описує двомісячну облогу Кастійон-сюр-Ажена; хоча замок був «відомо міцним», облогові машини Річарда змусили захисників підкоритися.
Під час цієї кампанії Річард отримав ім'я «Лев» або «Левове Серце» завдяки своєму шляхетному, сміливому та жорстокому лідерству. Він згадується як «цей наш лев» (hic leo noster) ще в 1187 році в Topographia Hibernica Гіральда Камбренського, тоді як псевдонім «левове серце» (le quor de lion) є першим записане в L' Estoire de la Guerre Sainte Амбруаза в контексті кампанії Аккона 1191 року.
Здавалося, що Генріх не хотів довіряти комусь із своїх синів ресурси, які могли б бути використані проти нього. Підозрювали, що король зробив Еліс Французьку, наречену Річарда, своєю коханкою. Це робило шлюб між Річардом і Еліс технічно неможливим в очах церкви, але Генріх ухилявся: він вважав придане Еліс, Вексен в Іль-де-Франс, цінним. Річард не хотів відмовлятися від Еліс, оскільки вона була сестрою короля Франції Філіпа II, близького союзника. [50] [51]
Після того, як йому не вдалося скинути свого батька, Річард зосередився на придушенні внутрішніх повстань знаті Аквітанії, особливо на території Гасконі. Дедалі більша жорстокість його правління призвела до великого повстання там у 1179 році. Сподіваючись скинути Річарда з престолу, повстанці звернулися за допомогою до його братів Генріха та Джефрі. Переломний момент стався в долині Шаранти навесні 1179 р. Добре захищена фортеця Тайлбур здавалася неприступною. З трьох боків замок був оточений скелею, а з четвертого — містечком із тришаровим муром. Річард спочатку знищив і пограбував ферми та землі навколо фортеці, не залишивши її захисникам жодного підкріплення чи шляхів відступу. Гарнізон вийшов із замку й напав на Річарда; той зміг відбити атаку, а потім пішов за захисниками у відкриті ворота, де легко захопив замок за два дні. Перемога Річарда під Тайлбуром утримала багатьох баронів від думки про повстання та змусила їх оголосити йому свою лояльність. У 1181—1182 роках Річард зіткнувся з повстанням через успадкування графства Ангулем. Його супротивники звернулися за підтримкою до короля Франції Філіпа II, і боротьба поширилася через Лімузен і Перігор. Ще більше ворожнечі викликала надмірна жорстокість каральних походів Річарда. [52]
Після того як Річард приборкав своїх бунтівних баронів, він знову кинув виклик своєму батькові. З 1180 по 1183 роки напруга між Генріхом і Річардом зростала, оскільки король Генріх наказав Річарду віддати шану Генріху Молодому Королю, але Річард відмовився. Нарешті, в 1183 році Генріх Молодий король і Джефрі, герцог Бретані, вторглися в Аквітанію, намагаючись підкорити Річарда. Барони Річарда виступили проти свого герцога. Однак Річарду та його армії вдалося стримати війська вторгнення, і вони стратили всіх полонених. Конфлікт ненадовго припинився в червні 1183 року, коли помер Молодий Король. Після смерті Генріха Молодого Короля Річард став старшим сином, що вижив, і, отже, спадкоємцем англійської корони. Король Генріх вимагав від Річарда відмовитися від Аквітанії (яку він планував передати своєму молодшому синові Іоанну у спадок). Річард відмовився, і конфлікт між ними тривав. Ця відмова зрештою змусила Генріха II звільнити королеву Елеонору з в'язниці. Він відправив її до Аквітанії і вимагав, щоб Річард віддав свої землі своїй матері, яка знову мала правити цими землями. [53]
У 1187 році, щоб зміцнити свої позиції, Річард об'єднався з 22-річним Філіпом II, сином колишнього чоловіка Елеонори Людовика VII від Адели Шампанської. Роджер з Хоудена написав: Король Англії був вражений великим подивом і задумався, що [цей союз] може означати, і, вживаючи заходів обережності на майбутнє, часто посилав гінців до Франції з метою відкликати свого сина Річарда; який, вдаючи, що він миролюбний і готовий прийти до свого батька, попрямував до Шинона і, незважаючи на особу, яка опікувалася ним, забрав більшу частину скарбів свого батька та укріпив свої замки в Пуату з тим же, відмовляючись йти до батька. [54]
Загалом Хаудена стурбовані переважно політикою стосунків між Річардом і Філіпом. Гіллінгем звернувся до теорій, які припускають, що ці політичні стосунки також були сексуально інтимними, які, на його думку, ймовірно виникли з офіційного запису, який оголосив, що, як символ єдності між двома країнами, королі Англії та Франції ночували в одному ліжку. Гіллінгем охарактеризував це як «прийнятий політичний акт, у якому немає нічого сексуального;… трохи схожий на сучасну можливість фотографування». [55]
Коли надійшла новина про битву при Хаттіні, він взяв хрест у Турі в компанії інших французьких дворян. В обмін на допомогу Філіпа проти його батька Річард віддав Філіпу шану в листопаді 1188 року. 4 липня 1189 року війська Річарда та Філіпа розбили армію Генріха під Баллансом. Генріх погодився назвати Річарда своїм спадкоємцем. Через два дні Генріх помер у Шиноні, а Річард став його наступником на посадах короля Англії, герцога Нормандії та графа Анжуйського. Роджер з Хоудена стверджував, що у присутності Річарда з трупа Генріха пішла кров з носа, що вважалося ознакою того, що Річард став причиною його смерті.

## Третій хрестовий похід

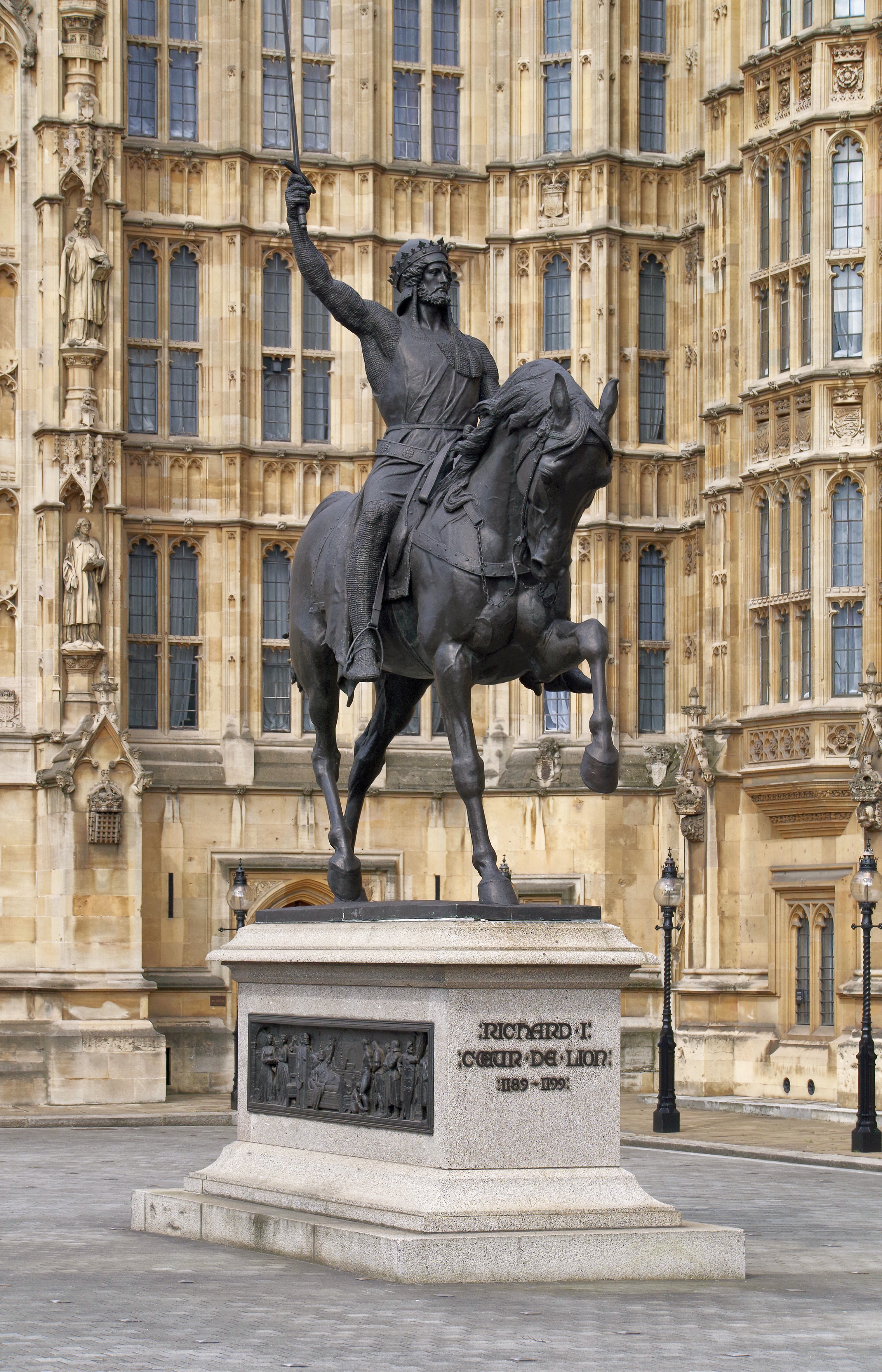
Пам'ятник Річарду у Лондоні

Перед відбуттям у Святу землю Річард і Філіпп зустрілися у Везелі, виступивши звідти 1 липня 1190. За словами Роджера Ховеденського та Амбруаза Нормандського, чисельність їхніх армій сягала 100 тисяч осіб, що є сильним перебільшенням. За іншими, більш точними даними, відомо, що французький король мав лише 650 лицарями і 1300 піхотинцями, і, якщо виходити з місткості судів, яких налічувалося 107, військо Річарда перевищувало ці сили всього в 2-3 рази, причому лицарів у ньому було трохи більше 1100—1200. Обидві армії хрестоносців дійшли до Ліона, де розділилися: французький король попрямував до Генуї, англійський — до Марселя, де на нього чекав флот з Англії. Однак кораблі не прибули у призначений термін, і 7 серпня Річард вирішив відплисти на судах, наданих йому у найм марсельцями. По морю він пройшов до Генуї, де відбулася його зустріч із Філіпом, потім, рухаючись уздовж італійського узбережжя, Річард досяг Салерно. У Салерно до короля нарешті прибули кораблі з Англії.

### Взяття Мессіни. Мирний договір з Танкредом
23 вересня 1190 року флотилія зі 100 кораблів і 14 барок урочисто увійшла в порт Мессіни, де вже знаходився король Філіп. Французький король того ж дня мав попрямувати до Акри, проте негода змусила його повернутися до Мессіни.
28 вересня Річард зустрівся зі своєю сестрою Іоанною, вдовою Вільгельма II. Племінник Вільгельма, Танкред I, претендент на королівський престол Сицилії, позбавив її спадщини, вона перебувала у фортеці Палермо практично на положенні полонянки. Річард поселив сестру у шпиталі Святого Іоанна Єрусалимського. Філіп, який відвідав їх наступного дня, настільки був вражений красою Іоанни, що, за словами хроністів, «зібрався взяти її в подружжя». Однак такий подружній союз не входив у плани Річарда. Він захопив фортецю-монастир Ла Баньяра і розмістив сестру під охороною своїх лицарів. Через деякий час король зайняв замок на острові у протоці Фар. Події Річарда призвели до конфлікту між англійськими хрестоносцями та мешканцями Мессини. 4 жовтня Річард захопив Мессіну, втративши п'ять лицарів і двадцять зброєносців зі своєї свити. Французи не допомогли у штурмі міста англійцям, що викликало невдоволення серед останніх. Проте 8 жовтня союз між двома королями було відновлено. 4 березня 1191 Річард і Танкред підписали мирний договір, за яким Іоанна отримувала компенсацію за втрачене майно, а Річард проголосив своїм спадкоємцем на престолі Англії племінника Артура Бретонського, сина Джеффрі, за якого Танкред обіцяв видати в майбутньому одну з своїх дочок. Внаслідок цього договору погіршилися відносини Англії зі Священною Римською імперією, а брат Річарда Іоанн, який сам бажав стати спадкоємцем, підняв заколот. Перед своїм від'їздом Річард зустрівся з Танкредом у Таорміні. Той повідомив, що Філіп попереджав його про віроломство Річарда, який нібито не збирався дотримуватися мирного договору. Король Англії зажадав пояснень від Філіпа, котрий заперечував все і звинуватив у свою чергу Річарда в тому, що він намагається уникнути шлюбу з Алікс. Річард ж відповідав, що не може взяти її за дружину, тому що «батько мій пізнав її і народив від неї сина». Якийсь час пішов на залагодження сварки між двома королями. Філіп і Річард досягли угоди, за якою Алікс вважалася вільною, король Англії виплачував компенсацію десять тисяч марок сріблом і повертав Франції замок Жизор.
30 березня 1191 року в Мессіну прибула, супроводжувана матір'ю Річарда, Беренгарія Наваррська, нова наречена короля. Алієнора вважала, що володіння Наваррою, що знаходиться на південь від Аквітанії, убезпечить її землі. Беренгарія разом з Іоанною Англійською на окремому кораблі попрямувала за Річардом, який залишив Сицилію на початку квітня, маючи вже флот з 219 кораблів.

### Завоювання Кіпру
Флот англійського короля 12 квітня потрапив у сильний шторм, Річард із частиною кораблів зробив коротку зупинку на Криті, а 22 числа висадився на Родосі. 1 травня король відплив з Родосу, нова подія затримала його на шляху в Акру — чотири кораблі з флотилії було викинуто штормом на берег Кіпру. Три з них було знищено бурею. Четвертий, на якому знаходилися сестра та наречена Річарда, уцілів, але правитель Кіпру Ісаак Комнін не пустив його до порту. Річард поспішив їм на допомогу, його посланці просили звільнити небагатьох уцілілих після аварії корабля, але Ісаак ув'язнив їх і вимагав викуп. 6 травня, отримавши відмову, англійський король наказав штурмувати Лімасол. Захопивши місто, хрестоносці переслідували військо Комніна, що відступило, сам імператор ледве уникнув полону. 11 травня до Річарда приєдналися прибулі з Палестини Гі де Лузіньян, князь Антіохії з сином, графом Тріполі, Левон, брат князя Вірменського Рубена і Онфруа де Торон. Імператор Ісаак, залишений більшою частиною своїх людей, запропонував Річарду мирний договір, умови якого король прийняв. Проте імператор, не збираючись дотримуватися мирних домовленостей, утік.
12 травня Річард повінчався з Беренгарією Наваррською. Шлюб Річарда та Беренгарії був бездітним — вони дуже мало часу провели разом, оскільки Річарда набагато більше цікавили військові перемоги. Англійський хроніст Річард Девайзький писав, що Беренгарія була більш розумною, ніж красивою. Це був шлюб за розрахунком — він приносив королю стратегічно важливі фортеці, забезпечував безпеку південних кордонів його французьких володінь і позбавляв Річарда необхідності одружуватися з Аделею. Від імені короля Кіпром залишилися правити Річард Камвілл і Роберт Тернхемський. Острів став перевалочною базою для хрестоносців, якій не загрожували набіги.

### Облога та взяття Акри
8 червня 1191 року Річард увійшов до затоки Святого Іоанна Акрського. На той час хрестоносці вже два роки брали в облогу місто і майже оволоділи Акрою, але самі були оточені військами Саладіна. Після численних атак хрестоносців, до яких приєдналися війська Річарда та Філіпа, захисники Акри запропонували здати місто за умови, що їм буде збережено життя та забезпечено відступ. Однак Річард і Філіпп зажадали повернення Єрусалима з прилеглими землями та звільнення християн, захоплених у полон з 1187 року. Саладін не погодився, бойові дії продовжились. 5 липня хрестоносцям вдалося пробити пролом у фортечній стіні Акри, наступного дня розпочався новий штурм міста. Захисники Акри намагалися відновити переговори, Річард же наказав продовжити руйнування стін міста, пообіцявши кожному, хто принесе камінь з вежі, званої Баштою Прокляття, злиток золота. 12 липня Акра впала, Саладін відступив до Сефорії, знищуючи на своєму шляху фортеці, міста, сади та виноградники аж до Хайфи. Умови капітуляції приймалися за посередництва лицарів ордену госпітальєрів та Конрада Монферратського. Захисникам міста зберегли життя, обіцявши відпустити їх після сплати 200 тисяч динарів та звільнення близько 1500 полонених християн. Вдень звільнення заручників було призначено 9 серпня.
Незвичайно поважні стосунки між Річардом та Саладіном стали одним із найвідоміших середньовічних романтичних сюжетів. Саладін під час облоги Акри посилав страждаючим від хвороби Річарду та Філіппу Августу свіжі фрукти та лід. Річард також відповідав подарунками.
Після взяття Акри Річард запропонував усім хрестоносцям дати клятву не повертатися на батьківщину ще три роки або доти, доки не буде відвойований Єрусалим. Король Франції відмовився дати подібну обіцянку, збираючись незабаром залишити Святу землю, він також планував скористатися відсутністю Річарда для захоплення його земель у Франції. Філіпп також порушив питання щодо поділу острова Кіпр, а надалі відносини двох королів погіршилися через суперечку між Гі Лузіньянським та Конрадом Монферратським про успадкування королівства Єрусалимського.
29 липня Філіпп домігся згоди Річарда на свій від'їзд і присягнув на Євангелії в непорушності союзу між ним та англійським королем. Передавши своїх хрестоносців Річарду, він поставив на чолі війська Гуго Бургундського. Річард і Філіпп розділили видобуток, взятий в Акрі. Герцог Австрійський Леопольд вважав, що як найстарший учасник облоги Акри має право на частку видобутку, проте його претензії не були прийняті до уваги. На знак того, що він теж має скористатися плодами перемоги, герцог наказав нести перед собою свій штандарт. Лицарі з почту Річарда кинули прапор на землю і топтали його. Своїх заручників Філіпп залишив Конраду Монферратському, якого підтримав у суперечці про володіння Єрусалимським королівством, та відбув 31 липня у Тир. Від'їзд Філіппа серйозно ускладнив становище хрестоносців, багато хто засуджував його за відмову від продовження боротьби, тоді як авторитет Річарда зріс.
Хрестоносці готувалися до нової кампанії: Річард поставив собі за мету взяття Аскалона, за яким відкривався шлях на Єгипет.
Напередодні передбачуваного обміну полоненими між Річардом і Конрадом Монферратським виник конфлікт, який мало не перейшов у військове зіткнення. Маркіз відмовився передати заручників королю на підставі, що вони йому були віддані Філіппом. Суперечка була улагоджена герцогом Бургундським. Ні 9, ні 10 серпня, всупереч обіцянкам Саладіна, полонені християни не були відпущені, не отримали хрестоносці і викуп за захисників Акри та Животворний Хрест, захоплений в битві при Хаттіні. Термін обміну було перенесено на 20 серпня, однак і цього дня Саладін не виконав умов хрестоносців. За повідомленням продовжувача хроніста Вільгельма Тирського, Річард наказав стратити 2700 бранців: «зі зв'язаними руками вони були убиті на очах сарацин». Саладін же у відповідь стратив близько 1600 християнських заручників. Переговори англійського короля та мусульманського правителя були зірвані.

### Походи на Єрусалим
Залишивши Акру Бертрану де Вердену і Стівену (Етьєну) де Лоншану, 22 серпня 1191 Річард повів хрестоносців вздовж берега моря в напрямку до Аскалона; паралельним курсом за військом слідували кораблі. 10 вересня він підійшов до Яффи, розташованої приблизно за 100 км на південь від Акри. Після невеликого перепочинку у Хайфи (саме місто було розорене Саладіном), похід продовжився 30 серпня. Біля річки Нахр-Фалік Саладін, воїни якого під час всього переходу зав'язували сутички з хрестоносцями, перегородив дорогу Річарду. Король відновив переговори, 5 вересня на зустрічі з братом султана Маліком Аль-Аділем він зажадав здачі Єрусалима та отримав відмову. 7 вересня Річард завдав поразки війську Саладіна у битві при Арзуфі. За словами хроніста Амбруаза, сам король «висловив таку доблесть, що навколо нього, з обох боків і спереду та ззаду, утворилася широка дорога, заповнена мертвими сарацинами». Річард Левове Серце знаходився в самій гущі битви, про що свідчить «Подорож короля Річарда»: «Король Річард переслідував турків з особливою люттю, нападав на них і розсіював їх тіла по землі. Ніхто не міг уникнути його меча; куди б він не попрямував, його меч, що розмахував, всюди розчищав собі шлях. Завдаючи безперервних ударів невтомним мечем, він, здавалося, пожинає врожай серпом, так, що трупи вбитих ним турків покривали землю на півмилі». Перемога хрестоносців при Арзуфі спантеличила Саладіна, а коли він мав намір утримати Аскалон, його еміри, що боялися повторити долю захисників Акри, зажадали, щоб сам султан або хтось із його синів залишався з ними в місті. Тоді Саладін розорив Аскалон і, відступаючи, знову застосував тактику «випаленої землі», знищуючи все на шляху армії хрестоносців. За повідомленням деяких арабських хроністів (наприклад, Ібн аль-Асіра), маркіз Монферратський дорікав Річарду в тому, що, бачачи, як гине місто, він не зайняв його «без бою і облоги». Річард направив свої війська в Яффу, також зруйновану Саладином, на її відновлення і провів там близько двох місяців. Там, під час об'їзду укріплень міста, він мало не потрапив у полон, і лише тому, що лицар Гійом де Прео назвався сарацинам королем і відвернув їхню увагу, Річарду вдалося врятуватися. Король знову почав переговори з Маліком Аль-Аділем, сподіваючись отримати всі землі узбережжя.
Наприкінці жовтня Річард зібрав свої війська для походу Єрусалим. Перед цим за його наказом тамплієри перебудували на шляху з Яффи до Єрусалиму фортеці Казаль-де-Плейн та Казаль-Муайєн. Хрестоносці затрималися у Рамли через дощі з 15 листопада по 8 грудня 1191. Наприкінці грудня військо Річарда зупинилося в Байт-Нубі, за 12 миль від Єрусалиму. За свідченням учасника походу Амбруаза, воїни, бачачи дуже поруч довгоочікувану мету, відчували надзвичайний душевний підйом, забуваючи голод і холод. Річард, однак, не став штурмувати його: не було матеріалів для спорудження облогових знарядь — мусульмани знищили всі дерева на околицях Єрусалиму. До того ж армія Саладіна знаходилася поблизу і будь-якої миті могла знищити меншу за чисельністю армію хрестоносців. Лицарі, що народилися на Святій землі, стверджували, що навіть за сприятливого результату справи (взяття міста) утримати його буде важко, і, як тільки хрестоносці, виконавши свій обов'язок, вирушать додому, Єрусалим знову буде втрачено.
Річард відступив до узбережжя; частина французів пішла в Яффу, Акру та Тир. Король разом зі своїм племінником Генріхом Шампанським попрямував до Ібеліна. Незабаром він знову розпочав переговори з Маліком ель-Аділем, як і з султаном, Річард зав'язав із ним дружні стосунки. Вони навіть порушували питання про весілля між сестрою Річарда Іоанною та братом Саладіна Аль-Аділем. Іоанна ж погоджувалася вийти заміж за ель-Адиля, тільки якщо він прийме християнство, і передбачуваний шлюб не відбувся. Контакти короля з противником не подобалися багатьом хрестоносцям і були приводом «до великих звинувачень проти Річарда і до лихослів'я» (Амбруаз). Черговий похід на Єрусалим Річард розпочав без війська герцога Бургундського, яке було спрямоване на відновлення Аскалона, яке розпочалося 20 січня. Річарду довелося розпочати безрезультатні переговори в Сен-Жан-д-Акр з Конрадом Монферратським, який вступив у новий конфлікт з Гі Лузіньяном. Французи приєдналися до маркізу, намагалися піти в Акру, проте, коли Річард перешкодив цьому, попрямували у Тир. Через деякий час король отримав звістку про ворожі дії брата Іоанна в Англії, і, скликаючи в Аскалоні пораду, оголосив про те, що незабаром залишить Святу землю. Однак лицарі і барони, які мали залишитися в Палестині, одностайно відкинули пропозицію Річарда поставити командувачам Гі Лузіньянського. Враховуючи це, англійський король визнав за Монферратським маркізом право на королівство Єрусалимське і вирішив передати командування йому. Однак 28 квітня 1192 Конрад Монферратський був убитий асасинами. Знов постало питання претендента на єрусалимський престол, ним став із загального схвалення племінник французького та англійського королів Генріх Шампанський. Гі Лузіньянський, сплативши Річарду 40 тисяч дукатів, став власником острова Кіпр.
Влітку 1192 Річард планував відправитися в похід на Єгипет, про що ще 11 жовтня 1191 писав у своєму посланні з Акри в Геную. 17 травня він обложив, а через п'ять днів взяв Даронську фортецю (ад-Дарум) — цитадель, що знаходилася на шляху через Синайську пустелю. Під час облоги до нього приєдналися Генріх Шампанський та Гуго Бургундський. На початку червня король знову повів військо до Єрусалиму, і всі були впевнені, що цього разу місто буде взято. У самому Єрусалимі, з того моменту, як за п'ять кілометрів від нього було помічено розвідників хрестоносців, мешканців було охоплено панікою. Однак у середині червня Річард знову зупинився в Байт-Нубі, не дійшовши до самого Святого міста. За повідомленням автора англо-нормандської розповіді про хрестовий похід, в цей час він відвідав якогось пустельника з гори Святого Самуїла. Той у розмові з королем заявив, «що не прийшов ще час, коли Бог визнає людей Своїх такими, що досить освятилися, щоб Свята земля і Пресвятий Хрест могли бути передані в руки християн». Це пророцтво, яке стало відомим хрестоносцям, похитнуло їхню впевненість, вони зволікали, вирішивши дочекатися підтримки з Акри. 20 червня 1192 Річард захопив караван, що прямував з єгипетського Більбаїса, взявши багатючу здобич. Ця обставина привела до розгубленості самого Саладіна. Піднесені духом хрестоносці були готові напасти на Єрусалим, проте король так і не зміг зважитися на штурм. Амбруаз розповідає про його коливання: Річард побоювався втрати честі у разі невдачі, боявся залишитися «назавжди винним». На раді 4 липня, де зібралися представники орденів тамплієрів та госпітальєрів, французьких та англійських лицарів, а також лицарів, уродженців Святої землі, було вирішено відійти від Єрусалиму без бою. Дух армії хрестоносців було підірвано.

### Завершення походу
Повернувшись до Акри, Річард готувався до походу на Бейрут. Незабаром він отримав звістки про напад Саладіна на Яффу і відплив на її захист. 1 серпня кораблі християн, очолювані королівським судном, підійшли до Яффи. Король першим висадився на берег, за ним пішли інші воїни. Хрестоносці під прикриттям щитів, споруджених з уламків кораблів, дісталися укріплень міста і відбили його у Саладіна, що відступив до Язуру. Загін англійського короля, який налічував приблизно дві тисячі людей, розташувався в Яффі. Вранці 5 серпня Саладін, який мав армію, що перевершує сили противника в декілька разів, спробував розбити франків. Завдяки присутності духу Річарда, його рішучим діям, хрестоносці відбили атаку сарацинів. За свідченням Амбруаза, сам король бився так, що шкіра на його руках порвалася. Баха ад-Дін, сучасний мусульманський солдат і біограф Саладіна, записав данину військовій майстерності Річарда в цій битві: «Мене запевняли… що того дня король Англії з списом у руці проїжджав на всю довжину нашої армії справа наліво, і жоден з наших воїнів не покинув ряди, щоб напасти на нього. Султан розгнівався на це і в гніві покинув поле бою…». Саладін пішов через Язур на Латрун.
Єпископ Солсбері Губерт Готьє та Генріх Шампанський переконали Річарда розпочати переговори, які тривали близько місяця. Саладін тягнув час, розуміючи, що Річарду затримка невигідна. 1 чи 2 вересня 1192 року було укладено Яффський договір. Річард добився для християн свободи доступу до святинь без внесення митних зборів та мит на проживання в Єрусалимі, Саладін визнав прибережні землі Сирії та Палестини від Тиру до Яффи володіннями хрестоносців. Яффа на довгі роки стала місцем, куди приходили паломники і чекали там дозволу на продовження шляху до Рамли та Єрусалиму. Було звільнено бранців і серед них лицар Гійом де Прео, завдяки якому уникнув полону Річард. Сам король Англії не наважився відвідати Єрусалим, відчуваючи свою провину, тому що «не зміг вирвати його з рук своїх ворогів». Незважаючи на те, що Єрусалим не був узятий, завоювання Річарда забезпечили існування християнського королівства на Святій землі ще сто років.

## Після хрестового походу

### Полон
Єпископ Бовезський, який повернувся зі Святої землі, Філіп де Дре, поширював чутки про підступність Річарда. Він звинувачував англійського короля в тому, що той хотів видати Філіппа Августа Саладіну, наказав убити Конрада Монферратського, отруїв герцога Бургундського і зрадив справу хрестоносців. За повідомленням хроніста, єпископ Бовезський запевнив короля Франції, що Річард думає про його вбивство, і той направив посольство до імператора Священної Римської імперії, щоб налаштувати останнього проти короля Англії. Хроніст Вільгельм Нойбурзький розповідає, що Філіпп Август, побоюючись найманих убивць, оточив себе озброєною охороною. Імператор же розпорядився у разі появи Річарда на землях, підлеглих йому, затримати короля Англії.
Повертаючись із Палестини, король зробив зупинку на Кіпрі. Тут він підтвердив права Гі Лузіньяна на острів. 9 жовтня 1192 Річард залишив Кіпр. Його флот потрапив у серію штормів, що тривала шість тижнів. За кілька днів до запланованої висадки в Марселі король отримав звістку про те, що його буде захоплено, як тільки ступить на землю. Він повернув назад і був змушений причалити до острова Корфа, що належав Візантії, де зустрів два піратські кораблі. Пірати висловили бажання провести з Річардом переговори, той, погодившись, відвідав їх у супроводі кількох наближених. Разом з каперськими судами король продовжив подорож уздовж Адріатичного узбережжя та висадився поблизу Рагузи.
Землі, де знаходився Річард, належали васалу Леопольда V Мейнхарду II Горицькому, у якого король мав отримати дозвіл на прохід до Альп. Розуміючи, що ризикує свободою, а то й життям, він назвався купцем Гуго, який супроводжував графа Бодуена Бетюнського, який повертається з паломництва. Гонець, відправлений до Мейнхарда ІІ, отримав також для графа Горицького цінні подарунки. Однак саме щедрість уявного купця викликала підозри у Мейнхарда, що з графом Бетюнським мандрує сам Річард. Дозволивши паломникам перехід через свої землі, Мейнхард у той же час просив свого брата Фрідріха Бетесовського захопити короля. Один із наближених Фрідріха, якийсь Роже д'Аржантон, отримав наказ обшукати всі будинки в місті та знайти Річарда. Побачивши короля, д'Аржантон благав його якнайшвидше тікати, і Річард, супроводжуваний всього двома супутниками, вирушив у бік Відня. Через три доби король зупинився у містечку Гінана на Дунаї. Один із слуг Річарда, який знав німецьку мову, вирушив купити їжу. Він викликав підозри тим, що намагався розплатитися золотими безантами, ніколи раніше не баченими місцевими жителями. Слуга поспішно повернувся до Річарда і просив того терміново покинути місто. Однак короля наздогнав напад хвороби, на яку він страждав з того часу, як побував у Палестині. Втікачам довелося затриматись на кілька днів.
21 грудня 1192 супутник короля знову відправився в місто за їжею і був заарештований, так як у молодого чоловіка були рукавички з гербом Річарда. Слугу змусили розкрити притулок короля. Схопив Річарда Георг Роппельт, лицар австрійського герцога Леопольда, що у той час знаходився у Відні. Спочатку короля Англії тримали в замку Дюрнштайн за шістдесят кілометрів від Відня, потім — в Оксенфурті, поблизу Вюрцбурга. У Оксенфурті Річарда було передано імператору Генріху VI. Пізніше місцем ув'язнення став імперський замок Тріфельс. За повідомленням Ральфа Коггсхоллського, за наказом імператора король був оточений охороною вдень та вночі, але зберігав присутність духу. Варта з оголеними мечами не давала нікому наблизитися до Річарда, тим часом його хотіли бачити багато, серед інших — настоятель Клюнійського абатства, єпископ Гуго Солсберійський і канцлер Вільям де Лоншан. Згідно з однією з легенд, полоненого Річарда дізнався пікардійський трувер Блондель де Нель, який знаходився там проїздом, якому вінценосний в'язень наспівав відому їм одним пісню, після чого, повернувшись до Англії, менестріль повідомив там про місце ув'язнення короля.
Генріх VI в Хагенау на спеціально скликаних зборах високопоставлених духовних і світських осіб оголосив список звинувачень, які він пред'являє Річарду. На думку імператора, через дії англійського короля він втратив Сицилію та Апулію, на які претендувала його дружина Констанція. Імператор не оминув своєю увагою повалення імператора Кіпрського, свого родича. За словами Генріха, Річард продавав і перепродував острів, не маючи на те жодного права. Також пролунали звинувачення короля у смерті Конрада Монферратського та спробі вбити Філіппа Августа. Було згадано епізод із образою прапора герцога Австрійського і багаторазово висловлювана зневага до хрестоносців з Німеччини[89]. Річард, присутній на зборах, відкинув усі звинувачення, і, за розповідю хроніста, його захист був настільки переконливий, що він «заслужив на захоплення і повагу всіх». Сам імператор «перейнявся щодо нього не тільки милосердям, а й навіть став живити до нього дружбу». Угода про викуп короля Англії була ухвалена 29 червня. Імператор зажадав 150 тисяч марок — дворічний дохід англійської корони, причому на частку Леопольда припадало лише 30 тисяч. Відомо, що Філіппа Августа звинувачували у спробі підкупу імператора: ніби він пропонував суму, рівну викупу, або більшу, аби той продовжував утримувати Річарда в ув'язненні, проте Генріха утримали від порушення клятви імперські князі.
В Англії про полон Річарда стало відомо в лютому 1193. Алієнора Аквітанська звернулася до папи Целестину III, дорікаючи йому в тому, що він не зробив усе можливе, щоб повернути Річарду свободу. Целестин відлучив від церкви Леопольда Австрійського і довів до відома Філіппа Августа, що екскомунікації зазнає і він, якщо завдасть шкоди землям хрестоносців (до них входив і Річард), але проти імператора Генріха нічого не зробив. Після отримання умов, на яких мав бути звільнений король, усім платникам податків було наказано надати четверту частину доходів для збору коштів на викуп. Алієнора Аквітанська особисто стежила за виконанням припису юстиціаріїв. Коли стало ясно, що необхідну суму не вдається зібрати, було вирішено відправити імператору двісті заручників доти, доки він не отримає весь викуп. Алієнора особисто доставила гроші до Німеччини. 2 лютого 1194 на урочистих зборах у Майнці Річард отримав свободу, але був змушений принести оммаж імператору і обіцяти йому виплату щорічно п'яти тисяч фунтів стерлінгів. Крім того, Річард помирив імператора і герцога Саксонського Генріха Лева, запорукою згоди мав стати шлюб одного із синів герцога та дівчини з роду імператора. 4 лютого 1194 року «повернутий матері та короні» Річард та Алієнора покинули Майнц. За повідомленням хроніста Вільяма Ньюбурзького, після від'їзду англійського короля імператор пошкодував, що відпустив в'язня, «тирана сильного, воістину загрозливого всьому світу», і відправив за ним погоню. Коли ж Річарда не вдалося схопити, Генріх посилив умови, у яких містилися англійські заручники.
Філіпп II надіслав Іоанну Безземельному листа зі словами «Будь обережний. Диявол на свободі».

### Кінець правління
Річард повернувся до Англії 13 березня 1194 року, урочисто зустрінутий народом. Перебування в австрійському полоні пішло йому на користь, в результаті чого він сильно погладшав і був жартома прозваний трубадуром Бертраном де Борном, що супроводжував його, «Товстою Задницею». Після короткочасного перебування в Лондоні король попрямував до Ноттінгема, де обложив фортеці Ноттінгем і Тікхілл, зайняті прихильниками його брата Іоанна. За словами хроніста Роджера Ховеденського, захисники цитаделів, вражені поверненням короля, а також завдяки посередництву єпископа Дарема Гуго де Пюїзе, здалися без бою 28 березня. Деякі з них уникли тюремного ув'язнення, виплативши Річарду, який потребував грошей, великі викупи. 10 квітня у Нортхемптоні король скликав урочисту Великодню асамблею, що завершилася 17 квітня його другою коронацією у Вінчестері. Перед церемонією відбулися збори підлеглих Річарду кастелянів і сеньйорів, які виявили йому свою вірність. Конфлікт Річарда з Філіппом Августом був неминучим, війну відстрочило лише важке матеріальне становище Англії та необхідність мобілізації всіх сил для ведення масштабних бойових дій. Річард також постарався убезпечити північний та південно-західний кордони своїх земель. У квітні 1194 року за суму майже рівну розміру його викупу король Англії підтвердив незалежність Шотландії, позбавивши Філіппа Августа можливого союзника. 12 травня Річард залишив Англію, довіривши управління у країні Губерту Готьє. Автор життєпису Вільяма Маршала розповідає про захоплений прийом, наданий королю жителями нормандського Барфлера. У Лізьйо, в будинку архідиякона Іоанна д'Алансона, відбулася зустріч Річарда з братом. Король помирився з Іоанном і призначив його спадкоємцем, незважаючи на його колишні контакти з королем Франції, який використовував будь-яку можливість, щоб розширити свої володіння за рахунок земель анжуйського будинку. За наказом Річарда було складено список чоловіків (так звана «оцінка сержантів»), представників усіх населених пунктів, які, у разі потреби, могли поповнити армію короля. Навесні 1194 року Філіпп Август осадив Верней, проте відійшов від нього 28 травня, отримавши звістку про появу Річарда. 13 червня англійський король захопив замок Лош у Турені. Трохи згодом він став табором у Вандомі. Філіпп Август, розграбувавши Еврйо, вирушив на південь і зупинився неподалік Вандома. У зіткненні, що відбулося 5 липня при Фретевалі, Річард здобув верх, переслідував французів, що відступили, і ледве не полонив Філіппа. Після битви у Фретеваля сторони домовилися про перемир'я.
Бажаючи підтримати дух англійського лицарства, який після невдач хрестового походу був у занепаді, а також гостро потребуючи грошей, 22 серпня 1194 року Річард своїм указом дозволив проводити в Англії лицарські турніри, заборонені його батьком. Усі учасники, відповідно до свого становища, вносили до скарбниці особливе мито. 1195 року, коли через неврожай постраждала Нормандія, Річард знову скористався фінансовою допомогою Англії. Раптова смерть Леопольда Австрійського принесла звільнення заручників, яких той утримував, чекаючи на виплату Річардом залишку викупу. Син Леопольда, екскомунікацію якого так і не було скасовано, побоюючись подальших покарань, відпустив англійців.
Бойові дії між Річардом та Філіппом тривали. Нова зустріч англійського та французького королів відбулася у Вернею 8 листопада 1195 року, незважаючи на те, що сторони не врегулювали конфлікт, перемир'я було продовжено до 13 січня 1196 року. Трохи пізніше Філіпп Август узяв Нонанкур і Омаль, майже водночас збунтувалася Бретань: її жителі прагнули незалежності і підтримували Артура, сина Джеффрі Бретонського, союзника французького короля. Щоб придушити хвилювання у цій провінції, війська Річарда здійснили кілька рейдів. Ці події змусили Річарда шукати примирення з Раймунд Тулузьким. Шлюб його сестри Іоанни з графом Тулузи, укладений у жовтні 1196 року у Руані, робив останнього союзником англійського короля.
У 1196—1198 роках Річард побудував у Нормандії замок Шато-Гайар недалеко від Руана. Незважаючи на те, що за договором з Філіппом він не повинен був зводити фортець, Річард, який втратив свою ключову нормандську цитадель Жізор (1193 року вона відійшла французькому королю), завершив спорудження Шато-Гайара в рекордно короткі терміни.
Після смерті імператора Генріха VI німецькі князі запропонували корону Священної Римської імперії англійському королю. Річард не прийняв її, але назвав ім'я того, кого хотів би бачити імператором: сина сестри Матильди, Оттона Брауншвейгського. У 1197 році Річард уклав договір з Бодуен Фландрським, який приніс королю Англії васальну присягу Таким чином, його становище на континенті посилювалося: Франція опинилася в оточенні його союзників. У сутичках між військами двох королів удача супроводжувала Річарду, причому останній період війни був відзначений взаємною жорстокістю по відношенню до полонених. Зазнавши низки поразок, у тому числі в битві при Жізорі, Філіпп вирішив укласти мирний договір. Він зустрівся з Річардом на Сені між Гуле та Верноном. 13 січня 1199 року було укладено угоду про п'ятирічне перемир'я. Договір підтверджував права Оттона Брауншвейгського на корону Священної Римської імперії та передбачав шлюбний союз між сином Філіппа та племінницею Річарда (особи нареченого та нареченої не були уточнені). Після Різдвяної асамблеї в Донфроні Річард вирушив до Аквітанії. На початку березня він прийняв посланців від віконту Ліможського Адемара V (Бозон, близько 1135—1199). Згідно з звичаєм, віконт пропонував своєму сеньйорові частину скарбу, знайденого в його землі.
26 березня 1199 року під час облоги замку Адемара V Ліможського Шалю-Шаброль в Лімузені Річард був поранений в шию арбалетним болтом, випущеним французьким лицарем П'єром Базілем, і 6 квітня помер від зараження крові на руках своєї 77-річної матері Алієнори.

## Спадщина
Оскільки Річард не мав законних дітей, трон перейшов його братові Іоанну.
Найважливіші наслідки правління Річарда:
- У кожній битві з Саладіном Річард виходив переможцем, завдяки чому відвоював узбережжя від Тиру до Яффи, зберігши таким чином державність хрестоносців на Святій землі ще на сто років.
- Захоплений Річардом Кіпр був чудовою тиловою базою для хрестоносців, яка використовувалася для підтримки французьких володінь у Палестині протягом цілого століття.
- Військові подвиги Річарда зробили його однією з найвидатніших постатей у середньовічній історії та літературі. Річард виступає героєм численних легенд (особливо оповідей про Робіна Гуда, хоча вони й жили в різний час), книг (наприклад, «Айвенго» Вальтера Скотта, «Співаючий король» Олександра Сегеня), фільмів (наприклад, «Лев узимку»), пісень (наприклад, композиція Lionheart NWOBHM-групи Saxon) та комп'ютерних ігор (Stronghold Crusader, Assassin's Creed).

## Трубадур
Збереглися два віршовані твори, які написав Річард: кансона, складена в полоні у Генріха VI, і сірвента, звернена до Гі, графа Овернського та до Дофіна Овернського, до графа Клермон і Монферра з докорами у відсутності підтримки у війні проти Філіппа-Августа (1194). Сірвента написана пуатевінським діалектом давньофранцузької мови. Крім того неодноразово Річард, як політичний противник, згадується в творах Бертрана де Борна, i як доблесний та чесний лицар у творі Вальтера Скотта «Айвенго».

## Герб

1189-1198

1198-1199

Коли Річард зійшов на престол у 1189, він встановив за герб двох жовтих левів на червоному тлі, але у 1198 змінив офіційний королівський штандарт додавши третього.

## Сімейне життя
З 12 років був заручений з Алісою (Адель, Алделаїдою, Алікс) Французькою, донькою Людовика VII, короля Франції. За тодішнім звичаєм наречена виховувалася у сім'ї нареченого. Цей шлюб ніколи не був укладений, незважаючи на тиск французької сторони. Середньовічні літописці свідчать про те, що Генріх II, батько Річарда, звабив Алісу, нібито у них була позашлюбна дитина. Заручини були розірвані вже після смерті Генріха II — у 1191 році.
12 травня 1191 року Річард під час Хрестового походу одружився з Беренгарією Наваррською на Кіпрі. Шлюб був бездітним.
Відомий один бастард Річарда — Філіпп де Коньяк, народжений, начебто, близько 1180 р. від невідомої матері. Батько опікувався сином, одружив його з багатою спадкоємицею. Є дві згадки про позашлюбного сина Річарда Левове Серце. Роджер Ховеденський пише про те, що Філіп, незаконнонароджений син короля Річарда Англійського, вбив віконта Адемара V Лиможского, якому належав замок Шалю-Шаброль, при облозі якого Річарда було вбито. Так він помстився за смерть батька. Ще одна згадка про Філіпа зустрічається в указах англійського королівства 1201 року. Король Іоанн Безземельний пожалував «А Філіппу, сину короля Річарда, одну марку як подарунок». Інших згадок про Філіпа немає. Вважають, що він помер приблизно на початку XIII століття.